# Calocochlia pan
Calocochlia pan is een slakkensoort uit het geslacht Calocochlia. De soort komt vooral veel voor in de Filipijnen. De slak wordt gemiddeld 41 tot 47 millimeter lang.